# Steve Slaton
(en) Statistiques sur pro-football-reference
Steve Slaton, né le 4 janvier 1986 à Levittown (Pennsylvanie), est un joueur américain de football américain évoluant au poste de running back.
Étudiant à l'Université de Virginie-Occidentale, il y joue pour les Mountaineers de la Virginie-Occidentale.
Il est sélectionné en  89e choix global lors du troisième tour de la draft 2008 de la NFL par la franchise des Texans de Houston.